# Municipio de Brassfield
El municipio de Brassfield (en inglés: Brassfield Township) es un municipio ubicado en el  condado de Granville en el estado estadounidense de Carolina del Norte. En el año 2010 tenía una población de 12.180 habitantes.

## Geografía
El municipio de Brassfield se encuentra ubicado en las coordenadas 36°8′15.53″N 78°35′9″O / 36.1376472, -78.58583.